# Fedora (ópera)
Fedora é uma ópera em três atos do compositor italiano Umberto Giordano, sobre um libreto em italiano de Arturo Colautti, baseado na peça Fedora, de Victorien Sardou.
Junto a Andrea Chénier e Siberia, é um dos mais notáveis trabalhos de Giordano. Sua primeira apresentação deu-se no Teatro Lírico, de Milão, a 17 de Novembro de 1898, dirigida pelo compositor, tendo Gemma Bellincioni no papel-título e Enrico Caruso como seu amante, Loris Ipanov.

## Histórico

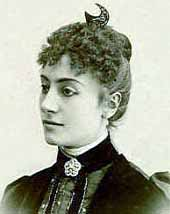
Gemma Bellincioni, a soprano que primeiro encarnou o papel-título de Fedora.

Em 1889, Umberto Giordano assistiu à peça Fédora, de Sardou, no Teatro Bellini, de Nápoles, com Sarah Bernhardt (para quem a peça havia sido escrita) no papel-título. Imediatamente pediu a Sardou permissão para transformar a peça em ópera, o que inicialmente foi recusado pelo autor.
Com o tempo, Giordano foi se tornando um compositor relativamente conhecido. Em 1894 voltou a questionar Sardou por meio de seu editor, Edoardo Sonzogno. Este, porém, pediu-lhe uma soma exorbitante pela cessão dos direitos. Foi apenas na terceira tentativa, depois do sucesso de Andrea Chénier, em 1896, que Giordano finalmente conseguiu os direitos para fazer a ópera. Sua primeira apresentação, no Teatro Lirico Internazionale, foi o início do grande sucesso que esta experimentou, e que repetiu-se em seguida em Viena, no Vienna Staatsoper, com Mahler, e em Paris, onde impressionou tanto a Massenet como a Saint-Saëns.
Fedora foi apresentada a primeira vez nos Estados Unidos em Nova York, a 5 de dezembro de 1906, no Metropolitan Opera, tendo Caruso como o Conde Loris, e Lina Cavalieri como Fedora. Recebeu oito performances durante as estações de 1906/1907 e 1907/1908, sendo reapresentada na década de 1920 em 25 outras performances (entre 1923 e 1926). Na metade do século XX, entretanto, a ópera perdeu o interesse, e teve senão esporádicas apresentações
A década de 1990 assistiu ao ressurgimento pelo interesse em Fedora, com novas produções na Vienna Staatsoper, no La Scala, no Metropolitan Opera, Chicago Lyric Opera, e no Royal Opera House, Covent Garden. Notáveis cantores deste período incluem Mirella Freni, Katia Ricciarelli, e Maria Guleghina como Fedora; Plácido Domingo, José Carreras, e José Cura como Loris.
As mais recentes performances de Fedora foram no Vienna Staatsoper (2003), La Scala (2004) e no Holland Park Opera, de Londres (2006).

## Papéis
- Princesa Fedora Romazov - Soprano
- Conde Loris Ipanov - Tenor
- Condessa Olga Sukarov - Soprano
- De Siriex (um diplomata) - Barítono
- Desirè (uma serviçal) - Tenor
- Dimitri (um serviçal) - Contralto
- Grech (um inspetor de polícia) - Baixo
- Lorek (um cirurgião) - Barítono
- Cirillo (um cocheiro)- Barítono
- Barão Rouvel - Tenor
- Borov (um médico) - Barítono
- Jovem camponês - Contralto
- Lazinski - Pianista

## Sinopse
Ato I
St. Petersburg, 1881. Numa noite de inverno, no palácio do Conde Vladimir Andreievich. Sua noiva, Princesa Fedora, com quem haveria de se casar em poucos dias, surge e canta seu amor por ele, enquanto o dissoluto Conde está traindo-a com outra mulher. O som de sinos de um trenó são ouvidos, surgindo o Conde trazido mortalmente ferido. Médicos e um pároco são chamados, e os serviçais são interrogados. É levantada a suspeita de que o Conde Loris Ipanov, um provável simpatizante do movimento niilista, é o provável assassino. De Siriex, um diplomata, e Grech (inspetor de polícia), conduzem a investigação. Fedora jura pela cruz bizantina, que traz em seu peito, que a morte do Conde Andreievich será vingada.
Ato II
Paris. Fedora seguiu Loris Ipanov até a capital francesa, com o objetivo de vingar-se da morte de seu noivo. Um virtuose toca ao piano num dos saraus parisienses. Ipanov surge e declara seu amor por Fedora. Esta lhe diz que está retornando à Rússia no dia seguinte. Loris se desespera, pois não pode voltar ao país, de onde se exilara por causa do crime. Confessa, então, a Fedora, ter sido ele o assassino do Conde Vladimir. Fedora pede-lhe para que fique depois de encerrada a recepção, para contar-lhe toda a história. Quando se vê só, ela escreve uma carta ao Chefe da Polícia Imperial, acusando o Conde Ipanov pelo homicídio de Vladimir. Loris retorna, como tinha combinado, e revela que o matara porque descobrira que o Conde falecido e sua esposa eram amantes. Na noite do crime, Ipanov os flagrara juntos: Vladimir atirara contra ele, ferindo-o; quando revidou feriu mortalmente o rival. Fedora percebe estar apaixonada por Ipanov, e que a morte não havia sido por fins políticos - mas para a defesa da própria honra. Abraçam-se e ela o convence a passarem a noite juntos.
Ato III
Bernese Oberland (Suíça). Loris e Fedora são agora amantes e vivem numa vila de propriedade dela. Ali também está sua amiga, a Condessa Olga Sukarev. De Siriex surge para convidar Olga para um passeio de bicicleta, contando então a Fedora o resultado da carta que esta tinha enviado ao chefe de polícia e informando que Valeriano, irmão de Loris, encontrava-se detido, acusado de participar da conspiração para o assassínio do Conde Andreievich, e que este tinha sido levado para uma fortaleza situada junto ao rio Neva. Certa noite o rio provocara uma inundação, e o jovem fora levado pelas águas. Quando a mãe de Loris soube da trágica notícia, tivera um colapso e morrera. Fedora sente-se angustiada: ela foi a causadora das duas mortes. Loris recebe uma carta de um amigo da Rússia, que lhe informa não somente dos dois óbitos familiares, como ainda de que os mesmos tinham sido causados por uma carta-denúncia, enviada por uma mulher que morava em Paris. Fedora confessa ao amante ter sido ela a autora da carta, e implora-lhe o perdão. Tomado pela emoção, ele inicialmente o recusa, amaldiçoando-a. Fedora, então, toma o veneno que secretamente trazia oculto em sua cruz bizantina, que trazia sempre ao pescoço. Loris implora ao médico para que a salve, mas é muito tarde: Fedora morre em seus braços.

## Principais gravações
1969 Lamberto Gardelli, conductor; Chorus and Orchestra of the Monte Carlo Opera House Decca 433 033-2 (CD)
- Magda Olivero - Fedora
- Lucia Cappellino - Olga
- Mario del Monaco - Loris
- Tito Gobbi -  De Siriex

1985 Giuseppe Patanè conductor; Chorus and Orchestra of the Hungarian Radio Orchestra CBS M2K 42181 (CD)
- Eva Marton - Fedora
- Veronica Kincszes - Olga
- José Carreras - Loris
- János Martin - De Siriex

1997 Roberto Abbado; Chorus and Orchestra of the New York Metropolitan Opera DG 00440 073 2329 (DVD)
- Mirella Freni - Fedora
- Ainhoa Arteta - Olga
- Plácido Domingo - Loris
- Dwayne Croft - De Siriex
- Jean-Yves Thibaudet - The pianist Lazinski

## Principal ária
"Amor ti Vieta" (O amor te proíbe) é a ária mais famosa da ópera, e freqüentemente é cantada por tenores em recitais, sendo especialmente uma peça bisada. Esta ária curta (com aproximadamente 1:51 minutos) é cantada pelo Conde Loris quando declara o seu amor a Fedora, no Ato II. Foi logo a favorita do público, tendo sido bisada por Caruso na noite de estréia. Caruso pode ser ouvido cantando a ária, acompanhado no piano pelo próprio Giordano, no volume 1 de Enrico Caruso - The Complete Opera Recordings (Naxos 8.110703).